# Mansuè
Mansuè is een gemeente in de Italiaanse provincie Treviso (regio Veneto) en telt 4426 inwoners (31-12-2004). De oppervlakte bedraagt 26,9 km², de bevolkingsdichtheid is 165 inwoners per km².
De volgende frazioni maken deel uit van de gemeente: Basalghelle

## Demografie
Mansuè telt ongeveer 1535 huishoudens. Het aantal inwoners steeg in de periode 1991-2001 met 4,8% volgens cijfers uit de tienjaarlijkse volkstellingen van ISTAT.
| Jaar | Inwoneraantal |
| ---- | ------------- |
| 1991 | 3941          |
| 2001 | 4132          |

## Geografie
Mansuè grenst aan de volgende gemeenten: Fontanelle, Gaiarine, Gorgo al Monticano, Oderzo, Pasiano di Pordenone (PN), Portobuffolè, Prata di Pordenone (PN).